# خط كارمان

طبقات الغلاف الجوي. (لا يوجد مقياس للرسم)

خط كارمان (بالإنجليزية: Karman line)‏ هو خط يقع على ارتفاع 100 كيلومتر (62 ميل) فوق الأرض من منسوب سطح البحر، وعادة يستخدم للتفرقة بين الغلاف الجوي للأرض والفضاء الخارجي. هذا هو التعريف الذي يقره الاتحاد الدولي للملاحة الجوية (FAI) (بالفرنسية:  Fédération Aéronautique Internationale)‏، وهي هيئة لوضع المعايير الدولية وحفظ السجلات فيما يتعلق بالملاحة الجوية والفضائية.
سمي هذا الخط باسم الفيزيائي والمهندس المجري-الأمريكي «تيودور فون كارمان» 1881-1963 الذي كان يعمل في مجال الملاحة الجوية والفضائية. وكان كارمان هو أول من حسب أنه حول ذلك الارتفاع (100 كيلومتر) يصبح الغلاف الجوي رقيقاً جداً لأغراض الملاحة الجوية (لأن أي مركبة عند هذا الارتفاع سوف تضطر أن تطير بسرعة أسرع من السرعة المدارية لكى تستخلص من الجو قوة رفع هوائي كافية تمكنها من دعم نفسها، مع إهمال قوة الطرد المركزي).

## تعريف
الجو لا ينتهي فجأة عند أي علو معين، ولكنه يصبح أرق تدريجياً مع الارتفاع. بالإضافة لذلك، يمكن أن يختلف تعريف «حد الفضاء» إلى حد كبير باختلاف تعريف الطبقات المختلفة التي تشكل الفضاء حول الأرض (وتبعاً إذا ما كانت تلك الطبقات تعتبر جزءاً من الغلاف الجوي الفعلي): إذا كان للمرء أن يعتبر طبقتى الثيرموسفير وإكزوسفير معاً يشكلان جزء من الغلاف الجوي وليس من الفضاء، فيمكنه أن يبسط الحدود مع الفضاء إلى ما لا يقل عن 10,000 كم (6,200 ميل) فوق مستوى سطح البحر. وبالتالي فإن خط كرمان يصبح مجرد تعريف اعتباطي مبني على أساس الاعتبارات التالية:
أي طائرة لا يمكنها أن تبقى في السماء إلا إذا كانت تتحرك باستمرار إلى الأمام بالنسبة للهواء المحيط بها (سرعة الطيران لا تعتمد على السرعة بالنسبة للأرض)، بحيث تتمكن الأجنحة من توليد قوة رفع. وكلما كان الهواء أرق (أقل كثافة)، تحتم على الطائرة أن تتحرك أسرع؛ لتوليد قوة رفع تكفي لأن تظل عالية في الهواء.
إذا كان معامل الرفع للجناح عند زاوية هجوم محددة معروفاً (أو مقدراً باستخدام منهج مثل نظرية الجنيح الرفيع)، فإنه يمكن ثم تحديد قوة الرفع المتولدة لظروف تدفق محددة باستخدام المعادلة التالية:
{\displaystyle L={\tfrac {1}{2}}\rho v^{2}AC_{L}}
حيث أن
L هي قوة الرفع
ρ هي كثافة الهواء
v هي السرعة بالنسبة للهواء
A هي مساحة الجناح،
CL هو معامل الرفع عند زاوية هجوم مطلوبة، ورقم ماخ، وعدد رينولدز محددين.
يتضح من المعادلة السابقة أن قوة الرفع (L) المتولدة تتناسب طردياً مع كثافة الهواء (ρ). فمع بقاء جميع العوامل الأخرى المؤثرة في قوة الرفع ثابتة (لا تتغير)، فلابد لسرعة الطيران الحقيقية (السرعة الجوية) (V) أن تزيد لتعويض النقص في كثافة الهواء (ρ) عند ارتفاعات أعلى.
أيضاً، أي مركبة فضائية تدور حول الأرض لا يمكنها أن تبقى في السماء إلا إذا كانت مُرَكبَة الطرد المركزي لحركتها حول الأرض كافية لتُوَازِن قوة السحب إلى أسفل الناتجة من الجاذبية. فإذا تحركت أيما أبطأ، فإن سحب الجاذبية سيتسبب في انخفاض تدريجي لارتفاعها. ويطلق على السرعة المطلوبة لبقاء المركبة الفضائية في مدارها حول الأرض السرعة المدارية، وهي تختلف باختلاف ارتفاع المدار. تبلغ السرعة المدارية لمحطة الفضاء الدولية أو لمكوك فضائي، في المدار الأرضي المنخفض، حوالي 27,000 كيلومتر في الساعة (17,000 ميل في الساعة).
فاذا تخيلنا طائرة تحاول أن تطير أعلى وأعلى، والهواء يرق من حولها ويعطيها قوة رفع أقل وأقل، مما يتطلب منها سرعة أسرع وأسرع لخلق ما يكفي من قوة رفع تبقى الطائرة عالياً. هناك سوف يأتي ارتفاع يتوجب عليها أن تطير عنده بسرعة شديدة لتوليد قوة الرفع تصل للسرعة المدارية. التصور الفكري لخط كارمان مبني على تلك الحالة، فهو يُعَرَف بأنه الارتفاع الذي تصبح عنده سرعة الطيران اللازمة لحمل الثقل الكامل لتلك الطائرة طبقاً للدينامية الهوائية مساوية للسرعة المدارية (بافتراض حمولة جناح لطائرة نموذجية). عملياً، حمل الوزن الكامل للطائرة ليس ضرورياً للحفاظ على ارتفاعها لأن انحناء الأرض يضيف قوة رفع إضافية متولدة من الطرد المركزي كلما اقتربت سرعة الطائرة من السرعة المدارية. إلا أن تعريف خط كارمان يهمل هذا التأثير الناتج عن الطرد المركزي وإلا لكانت قوة الطرد المتولدة أثناء الطيران كافية ضمنياً للحفاظ على أي ارتفاع بغض النظر عن كثافة الغلاف الجوي. وبهذا يكون خط كارمان هو الارتفاع الذي تستطيع عنده السرعة المدارية أن تمد الطائرة بقوة رفع هوائى تكفي للحفاظ على الطيران.
أثناء دراسة الملاحة الجوية والفضائية في الخمسينات، قام كارمان بحساب أنه عند أي ارتفاع أعلى من 100 كم (62 ميل) تقريباً، سيكون لازماً لأي مركبة أن تطير أسرع من السرعة المدارية من أجل استخلاص قوة رفع هوائي كافية من الغلاف الجوي لحمل نفسها. عند هذا الارتفاع، تكون كثافة الهواء حوالي 1/2200000 من كثافتة عند سطح البحر. عند خط كارمان، تحقق كثافة الهواء ρ المعادلة التالية:
{\displaystyle L={\tfrac {1}{2}}\rho v_{0}^{2}AC_{L}=mg}
حيث أن
v0 هي السرعة المدارية
m هي كتلة سفينة الهواء (الطائرة)
g هو التسارع الناتج عن الجاذبية.
على الرغم من أن الارتفاع المحسوب لم يكن بالضبط 100 كم، الا أن كارمان اقترح أن تكون 100 كم هي الحدود المخصصة للفضاء، بما أن ذلك العدد المقرب أسهل للتذكر، ولأن الارتفاع المحسوب يتغير في مدى صغير بتغير معايير معينة. وقد زكت لجنة دولية خط ال 100 كم للاتحاد الدولي للملاحة الجوية (FAI)، وفور اعتماده، أصبح مقبولاً على نطاق واسع بوصفه الحدود مع الفضاء في أغراض كثيرة. ومع ذلك، لا يوجد حتى الآن تعريف قانوني دولي لترسيم الحدود بين الفضاء للبلاد والفضاء الخارجي.
يستخدم الاتحاد الدولي للملاحة الجوية (FAI) خط كارمان لتحديد الحدود بين الملاحة الجوية والفضائية كالآتي:

## طبقات جو الأرض
طبقا لتقسيم غلاف الأرض توجد أربعة طبقات مختلفة الارتفاع:
- الطبقة السفلي وتسمي تروبوسفير وهي التي تجري فيها الرياح والسحب، * وتعلوها طبقة ستراتوسفير،
- وتعلوها طبقة ميزوسفير وهي تعتبر طبقة متوسطة كما يعبر عنها الاسم، تنتهي الميزوسفير على ارتفاع 85 كيلومتر.
- ثم طبقة ثيرموسفير سميكة، بين ارتفاع 85 كيلومتر إلى نحو 700 كيلومتر، ترتفع فيها درجة الحرارة من جديد.

بناء على ذلك يوجد «خط كارمان» في الجزء السفلي لطبقة ثيرموسفير الدافئة، فوق طبقة ميزوسفير.

## سبيس شيب 2
من المخطط له طيران الطائرة الصاروخية الصغيرة سبيس شيب تو في رحلة إلى ارتفاع «حد كارمان» حاملة طيارين إثنين و6 ركاب في برنامج تقوم به شركة أخلية، وهي فيرجن غالاكتيك. وسيبلغ أقصي ارتفاعل لها تقريبا 110 كيلو مترا (68 ميلا) في الطبقة الجوية العليا، نحو 10 كيلومتر أعلى من خط كارمان. وستصل سرعة المركبة الفضائية الثانية إلى 4200 كم/ساعة باستخدام محرك صاروخ هجين. ستنطلق سبيس شيب 2 التي هي في شكل طائرة صغيرة وتنفصل عل الطائرة الحاملة «وايت نيت 2» على ارتفاع 15 كيلومتر وتواصل رحلة ارتفاعها بمحركها الصاروخي بسرعة تصل إلى 4200 كيلومتر في الساعة (نحو 5 و3 أضعاف سرعة الصوت وتصل خلال 70 ثانية إلى ارتفاع نحو 100 كيلومتر ويبدأ الدخول في طبقة ثيرموسفير. عندئذ تقوم بالطيران في قوس علوي في شكل قطع زائد لمدة 3 دقائق تصل خلاله إلى أقصى ارتفاع، وهو ارتفاع 110 كيلومتر. خلال تلك الثلاث دقائق يشعر الركاب بحالة انعدام الوزن، ويستطيعون مشاهدة السماء سوداء لانعدام الهواء ومشاهدة تقوس الأرض الزرقاء تحتهم بما فيها من بحار ومحيطات ويابس. توجد في المركبة سبيس شيب 2 نوافذ باتساع 33 سنتيمتر إلى 45 سنتيمتر. ثم العودة للأرض بطريقة الطائرة العادية.

## السماء على ارتفاع 100 كيلومتر

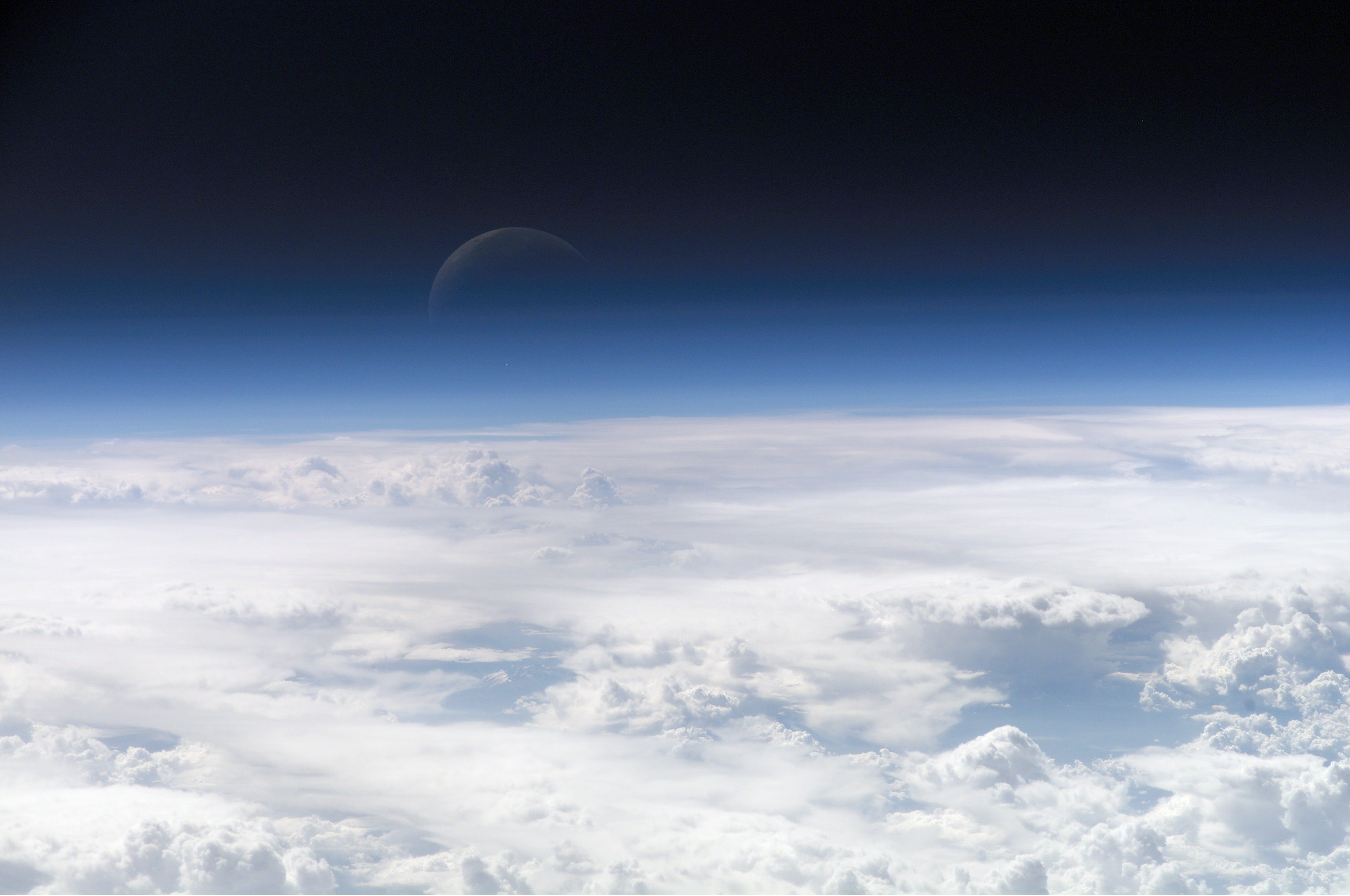

تكسر الغازات المكونة للهواء مثل النتروجين والأكسجين الضوء وتنشر الضوء الأزرق مميزا في الجو عن باقي ألوان الطيف، فتبدو الأرض وحافة أفق السماء باللون الأزرق من ارتفاع 100 كيلومتر. وتبدو السماء على ارتفاعات أعلى من ذلك وتميل رويدا رويد إلى اللون الأزرق الداكن ثم اللون الأسود بسبب قلة الهواء ثم انعدامه على التوالي. ويصبح الفضاء الخارجي أسودا.

## اقرأ أيضا
- تروبوسفير
- ايونوسفير
- ميزوسفير
- خط أرمسترونغ